# Perucharidius
Perucharidius is een geslacht van kevers uit de familie van de loopkevers (Carabidae). De wetenschappelijke naam van het geslacht is voor het eerst geldig gepubliceerd in 2002 door Mateu & M.Etonti.

## Soorten
Het geslacht Perucharidius is monotypisch en omvat slechts de volgende soort:
- Perucharidius andinus Mateu & M.Etonti, 2002